# Benjamin B. Ferencz
Benjamin "Ben" Berell Ferencz (født 13. marts 1920 i landsbyen Ciolt udenfor Șomcuta Mare i Østrig-Ungarn, død 7. april 2023) var en amerikansk jurist. Han er kendt for at være en af anklagerne ved den første af de tre Nürnbergprocesser, Einsatzgruppenprocessen. Han påbegyndte sagen som anklager i 1947, da han var 27 år. Han havde aldrig tidligere ført en sag for retten og knapt været i en retssal. Han var dermed den yngste og mindst erfarne af de allieredes jurister under Nürnbergprocessen. Uden Ferencz var der sandsynligvis ikke blevet nogen samlet sag mod lederne for Einsatzgruppen. Ferencz er selv af jødisk ophav.
Ferencz arbejdede indtil midten af 1950'erne som jurist i Tyskland med erstatningssager for ofre for Holocaust. Han var fredaktivist og arbejdede for oprettelsen af en international strafdomstol.

## Baggrund

### Familie
Ferencz blev født i landsbyen Ciolt i Transsylvanien Østrig-Ungarn. Ved afslutningen af 1. verdenskrig blev Østrig-Ungarn opdelt ved Trianon-traktaten af den 4. juni 1920 og en del af Transsylvanien blev ved fredsslutningen overført til Kongeriget Rumænien. Ferencz' familie udvandrede fra Transsylvanien til New York i januar 1921, da han var 10 måneder gammel. Han blev sammen med faren amerikansk statsborger i 1933. Forældrene forlod Rumænien for at undslippe forfølgelsen af de ungarske jøder. Faren var nærmest analfabet og kunne knapt engelsk, da de kom til New York. Faren var skomager, men fik ikke arbejde i USA fordi skoproduktion dér foregik med maskiner, som han ikke beherskede. Forældrene var ikke udpræget religiøse, men familien fulgte de grundlæggende jødiske skikke. Forældrene Josef og Shari blev skilt, da han var barn.

### Uddannelse
Han voksede op i et fattigt område af Hell's Kitchen og Bronx, New York. Hjemme snakkede de jiddisch, og Benjamin kunne næsten ikke engelsk, da han begyndte i skolen. Han lærte flere sprog på high school, blandt andet så godt fransk, at han fungerede som tolk i Normandiet under anden verdenskrig. Han studerede kriminalitetsforebyggelse ved City College (som var gratis og populært blandt begavede fattige indvandrere, omtalt som "de fattiges Harvard") og fik efter endt studie der, et stipendiat til at studere jura ved Harvard. Sheldon Glueck, Ferencz' lærer ved Harvard, medvirkede til udformningen af London-charteret som var grundlag for Nürnbergprocessen. Ferencz fuldførte sine jurastudier i 1943 og gik derefter som værnepligtig ind i den amerikanske hærs 115. AAA "gun battalion".:30 

## Anden verdenskrig
Han deltog som korporal i den amerikanske hærs landgang i Normandiet på Omaha Beach, Ardenneroffensiven og kampen om Remagen bro. I februar 1945 blev han overført til general Pattons hovedkvarter med opgave at etablere et kontor for efterforskning og strafforfølgelse af krigsforbrydere. Han var til stede ved befrielsen, eller kort efter befrielsen, af Buchenwald, Mauthausen, Flossenburg og Ebensee koncentrationslejre. I koncentrationslejrene havde han blandt andet til opgave at samle beviser. I Ebensee var han vidne til at en af vagterne blev tortureret til døde af de befriede fanger. I efterforskningen af krigforbrydelser truede han i nogle tilfælde med at skyde vidner som ikke snakkede, uvidende om at information fremskaffede ved sådanne trusler ikke ville være gyldige i retten. Ferencz besøgte Berghof, den tyske diktator Adolf Hitlers på det tidspunkt delvist udbombede landsted, på jagt efter dokumenter. Ferencz deltog også i efterforskningen af IG Farben, og beretter selv om hvordan han ved overtalelse og held formåede at skaffe dokumenter om IG Farbens virksomhed under krigen.
Ferencz medvirkede også i eftersøgningen af stjålet kunst og andre værdisager. Han blev dimitteret som sergent i december 1945 og sendt tilbage til USA.
I 1946 blev han som civilist hentet tilbage til Tyskland for at bistå general Telford Taylor, USAs chefanklager i Nürnbergprocessen, med krigsforbrydersagerne. I Berlin søgte Ferencz, hvor han og 'hans mandskab på omkring 50 personer ledte i ruiner og bevarede bygninger efter dokumentation. Men meget var ødelagt, delvist med vilje for at skjule spor. Det tyske statsapparat og partiet havde været så grundige og systematiske med papirarbejdet at meget alligevel var intakt. Et af de største fund var et stort underjordisk lager under en villa i Dahlem i Berlin, hvor der befandt sig ti millioner fuldstændig bevarede mapper fra NSDAP (nazistpartiet) og Schutzstaffel (SS). Dokumenterne omfattede blandt andet personalemapper for alle SS-officerer. Disse dokumenter blev brugt i den efterfølgende Nürnbergproces og ved forarbejdet til efterfølgende sager.:13 
Ferencz var leder for Berlin-afdeling af "Office of Chief Counsel for War Crimes".

## Einsatzgruppe-processen
USA indså efterhånden, at det ikke var muligt at retsforfølge så mange krigsforbrydere, som man så for sig i slutningen af krigen. Einsatzgruppe-processen omfattede 24 ledere fra Einsatzgruppen og var den eneste af de tolv Nürnbergprocessen, som kun omhandlede holocaust. Samtlige blev tiltalt for (1) forbrydelser mod menneskeheden, (2) krigforbrydelser og (3) medlemskab af en kriminel organisation (SS, SD eller Gestapo). Einsatzgruppen var specialenheder i Schutzstaffel (SS), underlagt Sicherheitsdienst (SD). De fungerede som dødsskvadroner, særligt bag fronten i erobrede dele af Sovjetunionen hvor de gennemførte massedrab på jøder (mænd, kvinder og børn) og andre civile. Oprindeligt var der, ifølge Ferencz, ikke planlagt nogen sag mod lederne af Einsatzgruppen.

### Baggrund
Nær Tempelhof i en bygning tilhørende udenrigsministeriet i Berlin fandt de allierede i foråret 1946 rapporter som detaljeret, dag for dag, beskrev Einsatz-gruppen drab på mindst en million mennesker fra juni 1941. Det var i alt 195 sådanne rapporter (Ereignismeldungen) fra Einsatz-gruppens aktiviteter i felten 1941–1943. Ferencz fremlagde dokumentation af massakren i Babij Jar. Taylor nølede, da der var knaphed på folk og penge. Ferencz fik klarsignal til at indlede strafsag, mod at han gjorde det selv. Fra marts til juli 1947 arbejdede Ferencz og hans medhjælpere med at forberede sagen. Blandt andet måtte de lokalisere mistænkte, søge udlevering af mistænkte, samle beviser og forhøre mulige vidner. Rapporterne fra Einsatz-gruppen var afgørende, men beviste ikke nødvendigvis individuel skyld, og tiltalen måtte endvidere baseres sig på deduktion af hvem som ledte hvilken enhed på hvilket tidspunkt.:14  Disse ledere blev i praksis tiltalt for til sammen over en million drab. De 24 var godt uddannede, seks af dem havde doktorgrad, SS-Brigadeführer Otto Rasch havde to doktorgrader. Rasch var tysk jurist og ansvarlig leder for massakren i Babij Jar.
Einsatz-gruppen bestod af ca. 3000 personer, og den amerikanske administration havde på det tidspunkt kun kapacitet til at straffeforfølge et symbolsk udvalg af ledende personer (det var tilsammen 84 ledere i Einsatz-gruppen), ifølge Ferencz selv. Ifølge Ferencz havde de grundlag for at tiltale hundredvis af personer fra Einsatz-gruppen, de 24 tiltalte var bare et lille udvalg. De mistænkte måtte være tilgængelige ved at de allerede var i amerikansk varetægt eller let kunne udleveres fra andre okkupationszoner. Det var 24 sæder i retssalen og de begyndte derfor med 24 navne; én døde og en anden begik selvmord før sagen begyndte. For Ferencz var det på grund af et anstrengt forhold mellem stormagterne, uaktuelt at overlade sagen til Sovjetunionen, selv om forbrydelserne blev begået der.:15-20, 24 

### Retssagen
Ferencz baserede hele Einsatz-grupperetssagen på dokumenter og ikke øjenvidner, til trods for at man let kunne have mønstret vidner. Filmoptagelser med massakrer i Ukraine var ikke kendt da sagen blev ført og Ferencz så først disse optagelser over 60 år senere. Ferencz brugte blot to dage på at fremlægge beviserne mod de 22 tiltalte.:15-20, 24  Ferencz beskrev de tiltalte som intelligente og patriotiske, og mente ikke at de var vildmænd. «Disse mennesker havde aldrig været drabsmænd, havde det ikke været for krigen», har han udtalt.
Ferencz spillede en begrænset rolle i den daglige aktivitet i retssalen efter at han havde fremlagt beviserne i de første to dage. Sagen trak ud fordi alle tiltalte ønskede at vidne. Dommeren Michael Musmanno overtog ofte afhøringen af forsvarets vidner når aktoratet under ledelse af Ferencz kom til kort. Ferencz ønskede ikke selv at krydsforhøre SS-Gruppenführer Otto Ohlendorf, den hovedtiltalte i sagen, og overlod det til sin medarbejder James Heath, men Heath beherskede ikke afhøringen af Ohlendorf. Da Musmanno ikke var fornøjet med Ohlendorfs svar på Heaths spørgsmål, greb han selv ind og stilede Ohlendorf skarpe opfølgende spørgsmål. Ifølge Ferencz egen beretning blev han stadig overkørt af Musmanno da han protesterede mod beviserne forsvarerne lagde frem. Forsvaret kunne introducere de beviser de måtte ønske, til og med «the habits of penguins», ifølge dommeren, noget som fik tilnavnet «pingvinreglen» – dommeren lod alle sige det de ønskede for at vise at det var en retfærdig proces.:15-20, 24 
Dommer Musmanno var katolik og skal have tilbragt en uge i kloster før ham afsagde dommen. Ferencz havde ikke noget krav om en bestemt straf fordi han ikke kunne finde ud af hvilken straf som stod i forhold til en forbrydelse af sådant omfang. Han mente at det var umuligt at balancere livene for de tiltalte i forhold til den million mennesker, de havde myrdet. Telford Taylor holdt afslutningsindlægget fra anklageren og Taylor bad bare om fasthed og ikke eftergivenhed for en sådan forbrydelse. Af dommens 175 sider var 55 sider drøftelse af lovhjemmel, og påpegede at mord som forbrydelse ikke blev opfundet af aktoratet.:15-20, 24 
Tribunalet fandt alle skyldige på alle punkter, undtagen SS-Hauptsturmführer Felix Rühl og SS-Oberscharführer Matthias Graf som bare blev kendt skyldigt i punkt 3. Ingen blev dømt for folkemord, bare for enkeltstående tilfælde af drab. Af de 24 tiltalte blev 14 dømt til døden, de fleste af disse blev omgjort til livstid og fire dødsstraffer fuldbyrdedes i 1951. Ferencz havde ingen rolle i benådningsprosessen.:24 

## Ferencz' vurderinger af retsopgøret
Ferencz oplevede totalt fravær af anger og samvittighed hos de tiltalte ved retsopgøret (med mulig undtagelse for rustningsminister Albert Speer). Han vurderede at dommerne villes været mildere om de havde set tegn på anger. Ohlendorf lagde frem gode juridiske argumenter, ifølge Ferencz. Ferencz besøgte Ohlendorf i fængsel efter at dommen var afsagt og spurgte, særligt med tanke på Ohlendorfs kone og barn, om det var noget han kunne gøre; Ohlendorf svarede foragtelig at jøderne i Amerika villes lide for denne retssag.:22 
Ferencz mener retsopgøret i Nürnberg ikke var sejrherrernes justits – da ville de allieret i stedet for retssag have henrettet en halv million tyskere. Juristerne Robert Jackson, Telford Taylor og resten af aktoratet i Nürnberg ønskede at vise det forfærdelige som havde sket og ikke dømme uden solide beviser. Han er tilfreds med at retsopgøret bekræftede den tyske aggression som en folkeretslig forbrydelse og at den udviklede begrebet om en forbrydelse mod menneskeheden. Ferencz mener kritikken om at Nürnberg-tribunalerne dømte efter love med tilbagevirkende kraft er uretfærdigt.:22-23 
Ferencz var vældig kritisk over Dachau-processen gennemført af den amerikanske hær. Dachau-processerne (tysk: Dachauer Prozesse; engelsk: Dachau Trials) var 489 militære strafsager mod 1672 mistænkt krigsforbrydere. Sagerne blev gennemført 1945-1948 af den amerikanske okkupationsmagt inde i Dachau koncentrationslejr som da var gjort om til interneringslejr for mistænkte krigsforbrydere. Han mente retssagerne var summariske og uden retsikkerhed for de tiltalte, som i flere sager fik dødsstraf. Omkring 100 dødsdomme i Dachau blev fuldbyrdet.:17 

## Senere virke

### Som jurist
Han var en af de få amerikanske jurister som blev tilbage i Europa efter retsopgøret og Ferencz' børn blev født i Nürnberg. Han boede i Tyskland til 1956 og arbejdede der hen som leder for Jewish Restitution Successor Organization med erstatningsordninger for holocaustofre og for slavearbejdere i tysk industri. Ferencz medvirkede i den periode også til Luxembourg-aftalen, som drejede sig om erstatning for materielle skader som nationalsocialismen havde påført det jødiske folk. Han fik bistand af blandt andre den amerikanske jurist og bankmand John J. McCloy som strøg jødiske ofres gæld. Den amerikanske jurist Thomas Buergenthal tog kontakt med Ferencz med spørgsmål om han kunne få erstatning for slavearbejde for Heinkels flyfabrik da Buergenthal (10 år gammel) var interneret i Sachsenhausen. Tyske højesteret havde allerede dømt til fordel for tyske virksomheder og Ferencz kunne ikke gøre særligt for Buergenthal.
I New York blev Ferencz partner i Telford Taylors advokatfirma.

### Aktivisme
Under Vietnamkrigen tog ham en pause fra arbejdet med retssager for at engagere sig i fredsarbejde. Han har skrevet flere bøger om behovet for en international strafdomstol. Dette arbejde var en væsentlig del af grundlaget for Den internationale strafdomstol og Ferencz var inviteret da domstolen gennemførte sin første sag. Han holdt afslutningsindlægget for anklagersiden i strafdomstolens første sag (mod Thomas Lubanga Dyilo). Det var da den anden gang Ferencz havde en sag i retten og han var da 91 år. Han holdt åbningstalen da oprettelsen af domstolen blev drøftet på en stor konference i Rom i 1998. Han argumenterede for at USA skulle slutte sig til den internationale strafdomstol, blandt andet i form af et indlæg i New York Times sammen med Robert S. McNamara (McNamara var forsvarsminister under optrappingen af USAs deltagelse i Vietnamkrigen og ville selv have risikeret tiltale).
Ferencz donerede 1 million dollar af egne penge til det amerikanske holocaustmuseum. Han donerede 1 million dollar til Yeshiva University, til et center som fik navnet «Benjamin B. Ferencz Human Rights and Atrocity Prevention Clinic».

### Forfatterskab
Ferencz skrev bogen Less Than Slaves om slavearbejde i tysk industri og fik Albert Speer til at kommentere udkast og rette eventuelle fejl. Speer noterede einverstanden («enigt») på alle manusark. De tyske industriledere løj, da de benægtede brugen af slavearbejdere, ifølge Speer. Ferencz har arbejdet for et system for erstatning til ofre for krigforbrydelser.:11, 27 
Udvalgte publikationer:
- Less Than Slaves. Jewish Forced Labor and the Quest for Compensation, forord ved Telford Taylor. Indiana University Press, 2002, først udgivet 1979. ISBN 0253341051
- An International Criminal Court: A Step Toward World Peace, Oceana 1980. ISBN 0-379-20389-8 .
- Defining International Aggression: The Search for World Peace, Oceana 1975. ISBN 0-379-00271-X .
- Ferencz, B. B. (1999). Can Aggression Bede Deterred byde Law? Pace International Law Review, 11(2), 341.
- Ferencz, B. B. (1998). International Criminal Courts: The Legacy of Nuremberg. Pace International Law Review, 10(1), 9.
- Ferencz, B. B. (1972). Defining Aggression: Where it Stands and Where it's Going. American Journal of International Law, 66(3), 491-508.
- Ferencz, B. B. (1948). Nurnberg Trial Procedure and the Rights of the Accused. Journal of Criminal Law and Criminology, 39(2), 144.

## Udmærkelser og æresbevisninger
- National Jewish Book Award 1980 for Less than trælles.[35]
- Erasmusprisen i 2009 (sammen med juraprofessor Antonio Cassese).[15]
- Harvard Law School medal of freedom.[36]
- Æreslegionen.[27]
- I 2013 blev ham sammen med den Den internationale strafdomstol tildelt Dag-Hammarskjöld-Ehrenmedaille af Deutsche Gesellschaft für die Vereinten Nationen.[37]
- I 2015 blev ham sammen med Thomas Buergenthal tildelt Elie Wiesel Award af United States Holocaust Memorial Museum.[38]
- Bystyret i Haag har givet en fodgængersti ved Fredspalasset (Benjamin Ferenczpad) navn efter Ferencz.[39]
- I 2019 blev han tildelt «President's Medal» (rektors udmærkelse) fra City College of New York.[40]
- I april 2022 blev han tildelt Governor's Medal of Freedom af Floridas guvernør Ron DeSantis i en tilstelning på Florida Atlantic University.[41]

Partiet Rødt nominerede i 2020 Ferencz til Nobels fredspris. Han blev nomineret til fredsprisen i 2019 af professor Hope May (ved Central Michigan University) som har nomineret Ferencz flere gange tidligere. Flere detaljer er gengivet på hjemmesiden Nobel Peace Prize Watch drevet af Fredrik S. Heffermehl.

## Dokumentarer og interview
Ferencz var ung ved slutningen af anden verdenskrig og er den længstlevende fra Nürnbergprocessen. Gennem veltalenhed, talrige interview og deltagelse på konferencer om Nürnberg er han den som i særlig grad har medvirket til offentlig opmærksomhed og kendskab til retsopgøret.
 
| Citat | The defendants in the dock were the cruel executioners, whose terror wrote the blackest page of human history. Death was their tool and life their toy. If these men be immune, then Law has lost its meaning and man must live in fear. (De tiltalte var brutale bødler som skabte rædsler der har skrevet sig ind i de mørkeste sider i menneskets historie. Døden var deres værktøj og livet deres legetøj. Hvis disse mennesker er immune har loven mistet sin betydning og mennesket må leve i frygt.) | Citat |
| Ferencz' indledning til Einsatzgruppeprocessen, citeret af Antonio Cassese i sin rapport til FN om krigsforbryderdomstolene for Jugoslavien og for Rwanda. | |       |

I 2020, da han fyldte 100 år, udgav den schweiziske journalist Philip Tråd en biografi på tysk Jahrhundertzeuge. Ben Ferencz. Chefankläger der Nürnberger Prozesse und leidenschaftlicher Kämpfer für Gerechtigkeit. («Århundredevidne. Ben Ferencz. Chefanklager i Nürnbergprocesserne og lidenskabeligt kæmper for ret.»).